# Giardino botanico di Akatsuka
Il giardino botanico di Akatsuka (板橋 区 立 赤 塚 植物園 Itabashi Kuritsu Akatsuka Shokubutsuen) è un giardino botanico situato a Akatsuka 5-17-14, Itabashi, Tokyo, Giappone. È aperto tutti i giorni.

## Descrizione
Il giardino si trova nelle colline di Akatsuka nella parte settentrionale di Tokyo e contiene oltre 600 varietà di alberi e piante. Risale al 1981, è stato primo giardino botanico municipale a Tokyo,  ed ha una superficie di circa un ettaro.
All'interno è presente una biblioteca ed una sala per attività didattiche e per mostre temporanee. Nel giardino sono presenti dei sentieri con indicazioni in braille per gli ipovedenti, una foresta di bamboo, e diversi percorsi tematici (sentiero delle conifere, sentiero dei fiori selvatici, sentiero delle quattro stagioni).
Nel giardino è presente inoltre il Man’yō Yakuyo Garden uno dei 37 giardini botanici Man’yō contenenti erbe medicinali menzionate nell'antologia di poesie Man'yōshū. Questa parte è stata aggiunta più tardi, nel 1986, quando il governo locale ebbe l'opportunità di acquisire il terreno immediatamente dietro il giardino principale e, data la vicinanza del sito a una serie di strutture culturali e religiose (come l'Itabashi Art Museum e il tempio di Jōrenji), è stato deciso che l'estensione al giardino avrebbe contribuito al carattere culturale ed educativo della località, determinando così la decisione di creare un giardino Man'yō di piante medicinali.